# Куршский язык
Куршский язык (старокуршский, куронский) — язык балтийского племени куршей. Был распространён в Курземе: балтийское побережье Латвии (до нач. XVII в.) и Литвы (до XV в., эта часть перешла к ВКЛ лишь в 1422, после чего куршский был поглощён жемайтским). Вытеснен латышским и литовским, оставив следы в их говорах. Сохранились ономастика, глоссы и, может быть, текст «Отче наш». Не до конца ясно относился ли язык к западно- или восточно-балтийским, хотя второй вариант объясняется скорее сильнейшим латышским и литовским влиянием. Возможно, оказал влияние на курсниекское наречие.

## О названии
Вероятно, впервые курши упоминаются как Cori в «Житии Анскария» (лат. Vita Anscarii), написанном в IX веке.

## Ареал

Курши на карте расселения балтийских племен (в конце
XII века)

К XIII веку, когда крестоносцы начали завоевание Прибалтики, курши занимали узкую полосу вдоль побережья Балтийского моря от низовьев Венты на севере до Немана на юге.

## Имеющиеся данные
Куршский язык принадлежит практически к числу «топономастических». Топонимы, гидронимы и личные имена людей составляют основной и почти исчерпываемый ими запас куршских языковых элементов (однако не всегда достаточно надёжна идентификация этих элементов как именно куршских).
Исключением являются две очень различные совокупности фактов: с одной стороны, речь идёт о нескольких случаях, когда в старых чужеязычных текстах появляются квалифицируемые как «куршские» слова или даже фразы, ср. «der Preusse sagt mes kirdime (nos audimus), der Cur mes sirdime, der Littaw mes girdime» — здесь во всех случаях речь идёт о произношении выражения ‛мы слышим’, при том что все эти варианты этимологически тождественны: ‛прусс говорит mes kirdime, курш — mes sirdime и литовец — mes girdime’ (Prätorius. Deliciae Prussicae, 124, около 1690); или «der curische Preuss sagt szwintinna…» ‛куршский прусс говорит szwintinna’ (около 1690) и «der alte Preusz sagt wirdas, der Cur werdas, der Littau wardas» (около 1690) и т. п.) ‛старый прусс говорит wirdas, курш werdas, литовец wardas’ (речь идёт о слове ‛имя’); с другой стороны, в «Прусской Хронике» (1526) Симона Грюнау есть текст «Отче наш», считавшийся прусским, хотя В. Шмид (1962) называет этот текст старолатышским или даже куршским (ср. «Отче наш» в «Deliciae Prussicae» Преториуса).
Наконец, источником сведений о куршской лексике и (прежде всего) фонетике оказываются латышские и литовские «куронизмы» (в меньшей степени они известны в ливском языке и тем более в балтийском немецком). В этой области перспективы реконструкции фрагментов куршского словаря по данным диалектной лексики современных восточнобалтийских языков довольно значительны. Возможно, особую роль призваны сыграть данные леттизированных куршских говоров, долгое время находившихся в изоляции.

## Лингвистическая характеристика
На основании топономастического материала (примеры здесь и ниже — топонимы из старых источников и из современных говоров) и реконструированной части куршской лексики можно судить о некоторых важных фонетических особенностях куршского языка:
- переход k’ в c и g’ в ʒ: Rutzowe, латыш. Rucava, но литов. Rukiava; Zelende при литов. Gelindėnai; Sintere (где S- = [ʒ]-), латыш. Dziñtare, но литов. Gintarà и др.;
- переход tj в t’ и dj в d’: Apretten (где tt= [t’]) при латыш. Apriķi; Aliseiden при литов. Alsëdžiai и др.;
- s, z в соответствии с литов. š, ž: Talsen, Telse, но литов. Telšiaĩ; Sarde (где S- = [z]-), но литов. Žar˜dė и др.;
- сохранение тавтосиллабических сочетаний an, en, in, un: Ballanden, Palange, Blendene, Grynde, Papundiken и т. п. (при том, что в латышском n в этих сочетаниях исчезает);
- переход u в o и i в e в части куршских (куронских) говоров латышского языка: латыш. bubināt * bobināt ‛бормотать’; латыш. dvãlekts, но и dvãlikts, обозначение меры и др.;
- сохранение в части говоров ei: Gaweysen при латыш. Gaviêze; латыш. Preĩkuŗi, но и Priêkuļi;
- удлинение кратких гласных перед тавтосиллабическим r: латыш. darˆbs, в куршских говорах dârbs при литов. dárbas ‛работа’ и т. п.

Бо́льшая часть этих особенностей, как и совпадения в области словообразования и словаря, дают основание утверждать, что, несмотря на сильнейшее влияние латышского (и литовского) языка, в ряде случаев перекрывающее старые генетические связи, куршский обнаруживает преимущественную связь с прусским языком, прежде всего в тех явлениях, которые оказываются диагностическими при определении родственных отношений. Родственная близость куршей и пруссов подкреплялась (для известного периода) их территориальной смежностью, связью по морю и своего рода открытостью этой территории для распространения ряда общих прусско-куршских изоглосс. Сознание преимущественной близости куршей и пруссов сохранялось, видимо, довольно долго. Во всяком случае, курши, как и пруссы, в Прибалтике выступали как балтийские племена иной генерации, нежели позже пришедшие сюда литовско-латышские племена. В этом контексте становится правдоподобным предположение, что прусская и куршская речь были представителями того внешнего языкового балтийского пояса, о котором говорилось выше, и, следовательно, куршский язык должен классифицироваться как западнобалтийский.

## Образец текста
В «Прусской хронике» С. Грюнау (1526 год) записан текст «Отче наш», который является либо куршским, либо старолатышским с куршским влиянием:
nossen thewes cur thu es delbas

sweytz gischer tho wes wardes

penag munis tholbe mystlastilbi

tolpes prahes girkade delbeszine tade symmes semmes worsunii

dodi mommys an nosse igdemas mayse

unde gaytkas pames mumys nusze noszeginu

cadmes pametam musen prettane kans

newede munis lawnā padomā

swalbadi munis nowusse loyne